# 迪森米爾巴赫河
47°56′59″N 11°06′35″E / 47.949753°N 11.109835°E
迪森米爾巴赫河（德語：Dießener Mühlbach），是德國的河流，位於該國東南部，由巴伐利亞負責管轄，河口處在阿默湖，河道全長3.7公里，發源自阿默湖畔迪森以西。